# Réaction de Henry
La réaction de Henry désigne, en chimie organique, l'addition d'un nitroalcane sur un composé carbonylé en présence de base pour former un β-nitroalcool. Elle tient son nom de Louis Henry, chimiste belge qui l'a décrite en 1895.